# Gudmund Hernes
Gudmund Hernes (født 25. marts 1941 i Trondheim) er en norsk sociolog, forfatter og tidligere politiker og minister for Arbeiderpartiet.

## Baggrund
Gudmund Hernes voksede op i beskedne kår i Selbu i Trøndelag. Hans forældre var skilt. Hans far, lektor Asbjørn Hernes, var teolog, mens hans mor, Brynhild Tronesvold, arbejdede som ekspeditrice.  Hernes tog artium ved Trondheim katedralskole i 1960, historie ved Norges Lærerhøgskole i 1961, siden socialøkonomi (1963) og sociologi (1964) ved Universitetet i Oslo. I 1966 tog han til Johns Hopkins University i USA, hvor han studerede under Arthur L. Stinchcombe og James S. Coleman, med sociologisk teori og matematisk sociologi som specialemner. Han fik sin Ph. D. i 1970 med en afhandling om magtforhold i Stortinget: Interest, Influence and Cooperation.

## Karriere
Han var i perioden 1980-81 statssekretær i Planlægningssekretariatet (knyttet til finansministeriet), ledet af ministeren Per Kleppe. Fra 1983 var han forskningsleder ved FAFO (Fagbevægelsens forskningscenter), som han sammen med Terje Rød-Larsen havde taget initiativ til oprettelsen af. Han blev senere udnævnt til professor ved Institut for sociologi og samfundsgeografi ved Universitetet i Oslo. Han var gæsteprofessor ved Harvard University fra 1986 til 1987 og i efteråret 1990.
Samme år blev Hernes kirke-, uddannelses- og forskningsminister i Regeringen Gro Harlem Brundtland III, en stilling han havde til han blev sundhedsminister, i samme regering, fra december 1995 frem til oktober 1997.
I perioden 1997-99 var Hernes knyttet til IT Fornebu og Norsk Investorforum. I december 1999 blev han direktør ved UNESCOs International Institute for Educational Planning, og har også vært UNESCOs koordinator for hiv/aids.
Han er medlem af Det norske Videnskaps-Akademi, Det Kongelige Norske Videnskapers Selskab og Agder Akademi. Han er æresdoktor ved Universitetet i Umeå. Hernes er fra 2006 igen forsker ved forskningsstiftelsen FAFO og professor ved Handelshøyskolen BI ved Institut for offentlige styringsformer.

## Reformer
Gudmund Hernes var arkitekten bag Reform 94 og Reform 97. "Intelligens er ikke noget, du har, men noget, du konstruerer," skrev Hernes i sin faste spalte i Morgenbladet 3.juli 2009. "Intelligens er et spørgsmål om intervention, altså om at danne de miljøer, som får den til at gro."  Begge hans reformer blev gennemført i højt tempo med et stort bureaukrati, som blev påført lærerne ovenfra. Reformerne gjorde norsk skolevæsen til et af de mest centralstyrede skolesystemer i et vestligt demokrati. Til sammenligning havde skoler i Kina i slutningen av 1990'erne dobbelt så stort selvstyre som i Norge.

- Reform 94: Denne reform var ment som et modtræk til det tidligere skolesystem, hvor man som 16-årig valgte, om man skulle i gymnasiet eller lære et fag. Hernes mente, at mange intelligente unge fra arbejderklassen følte, at de ikke passede til en højere uddannelse, og dermed som 16-årige låste sig til en fremtid med håndens arbejde. Reform 94 indførte derfor flere teorifag, som matematik og norsk, selv om man skulle blive rørlægger eller frisør. På den måde skulle begavede unge fra lavere sociale lag stå rustet til at vælge en universitetsuddannelse senere i livet. I virkeligheden skabte Hernes med sin reform et øgende antal elever, der dropper ud af skolen. Oplæringen lagde med Reform 94 hovedvægten på teori, og for unge med praktisk rettede evner blev det sværere at komme gennem pensum. Den, der vil lære et håndværk, men ikke lykkes med matematik eller engelsk, vil heller ikke kunne få et svendebrev. Hernes' reformer forstærkede skævheden mellem dem, der er gode til teori, og dem, har evner i praktisk retning. [4]

- Reform 97: Norsk niårig grundskole blev tiårig, ved at alderen for skolestart blev sænket fra syv til seks år. Ved at sende børn i skole et år tidligere, forsøgte man at udjævne de forskelle, der skabes af forskellige hjemmemiljøer. [5]